# Kreisgericht Halle/Saale
Das Kreisgericht Halle/Saale war von 1849 bis 1879 ein preußisches Kreisgericht mit Sitz in Halle (Saale).

## Geschichte
Die „Verordnung über die Aufhebung der Privatgerichtsbarkeit und des eximierten Gerichtsstandes sowie über die anderweitige Organisation der Gerichte“ vom 2. Januar 1849 hob dann auch die Patrimonialgerichtsbarkeit auf. Gleichzeitig wurde das Appellationsgericht Naumburg geschaffen, dem Kreisgerichte, darunter das Kreisgericht Halle/Saale zugeordnet waren. Sein Sprengel umfasste:
| Sprengel | Gerichtseingesessene 1849 |
| --- | ------------------------- |
| Stadt Halle | 32.134                    |
| Saalkreis | 43.589                    |
| Aus dem Kreis Merseburg: Angersdorf, Beuchlitz, Passendorf mit Brückenhaus, Schlettau | 1.017                     |
| Aus dem Mansfelder Seekreis: Benkendorf, Bennstedt, Cöllme, Eisdorf, Fienstedt, Gödewitz, Höhnstedt, Langenbogen, Müllerdorf, Oberteutschenthal, Pfützenthal, Quillschina, Salzmünde, Steuden, Teutschenthal, Trebitz, Unterteutschenthal, Vitzenburg, Wils, Zappendorf, Zaschwitz | 6.184                     |
| Aus dem Kreis Bitterfeld: Gösseln, Drehlitz, Ober-Plötz, Unter-Plötz | 744                       |
| Summe | 83.668                    |

Gerichtskommissionen wurden in Cönnern, Löbejün und Wettin eingerichtet.
Der Schwurgerichtsbezirk Halle umfasste die Kreisgerichte Halle, Sangershausen, Eisleben und Delitzsch,
Mit den Reichsjustizgesetzen wurden die Gerichte im Deutschen Reich vereinheitlicht. Das Kreisgericht Halle/Saale wurde 1879 aufgehoben. Neu eingerichtet wurde nun das Amtsgericht Halle (Saale) im Bezirk des Landgerichtes Halle.

## Gerichtskommission Cönnern
Die Gerichtskommission Cönnern war für zwei Gerichtsbezirke zuständig. Dieser Sprengel umfasste 1849 zusammen 10.512 Gerichtseingesessene. 1879 wurde die Gerichtskommission aufgehoben und das Amtsgericht Könnern gebildet.
Der erste Gerichtsbezirk umfasste die Stadt Cönnern und die Orte Bebitz, Hohenedlau, Kirchedlau, Lebendorf, Löbnitz an der Linde, Mitteledlau, Schlettau, Trebitz bei Cönnern und Unterpeißen.
Der zweite Gerichtsbezirk umfasste die Orte Beesenlaublingen mit Neubeesen, Beesedau, Custrena, Dornitz mit der Hütte neben dem Mühlhause, Dalena, Dösel, Dobis, Domnitz, Garsena, Golbitz, Mucrena mit Pregelmühle und Zuckerfabrik, Poplitz, Rothenburg, Sieglitz und Trebnitz mit Mödewitz.

## Gerichtskommission Wettin
Die Gerichtskommission Wettin war für die Stadt Wettin und die Orte Brachwitz, Beidersee, Benkendorf, Döblitz, Deutleben, Fienstedt, Friedrichsschwerz, Gimritz, Görbitz, Gödewitz, Lettewitz, Mücheln, Müllersdorf, Neutz, Pfützenthal, Quillschina, Naunitz, Salzmünde, Trebitz, Wils, Zappendorf und Zaschwitz zuständig. Dieser Sprengel umfasste 1849 7.230 Gerichtseingesessene. 1879 wurde die Gerichtskommission aufgehoben und das Amtsgericht Wettin gebildet.

## Gerichtskommission Löbejün
Die Gerichtskommission Löbejün war für die Stadt Löbejün und die Orte Cößeln, Dachritz mit Merkwitz, Drehlitz, Frößnitz, Kaltenmark, Krosigk, Lehndorf, Löbnitz an der Götsche, Merbitz, Möderau, Nauendorf, Nehlitz, Oberplötz, Petersberg, Priester, Silbitz, Trebitz am Petersberge, Unterplötz, Wallwitz und Westewitz zuständig. Dieser Sprengel umfasste 1849 6.514 Gerichtseingesessene. 1879 wurde die Gerichtskommission aufgehoben und das Amtsgericht Löbejün gebildet.